# Boeing Phantom Works

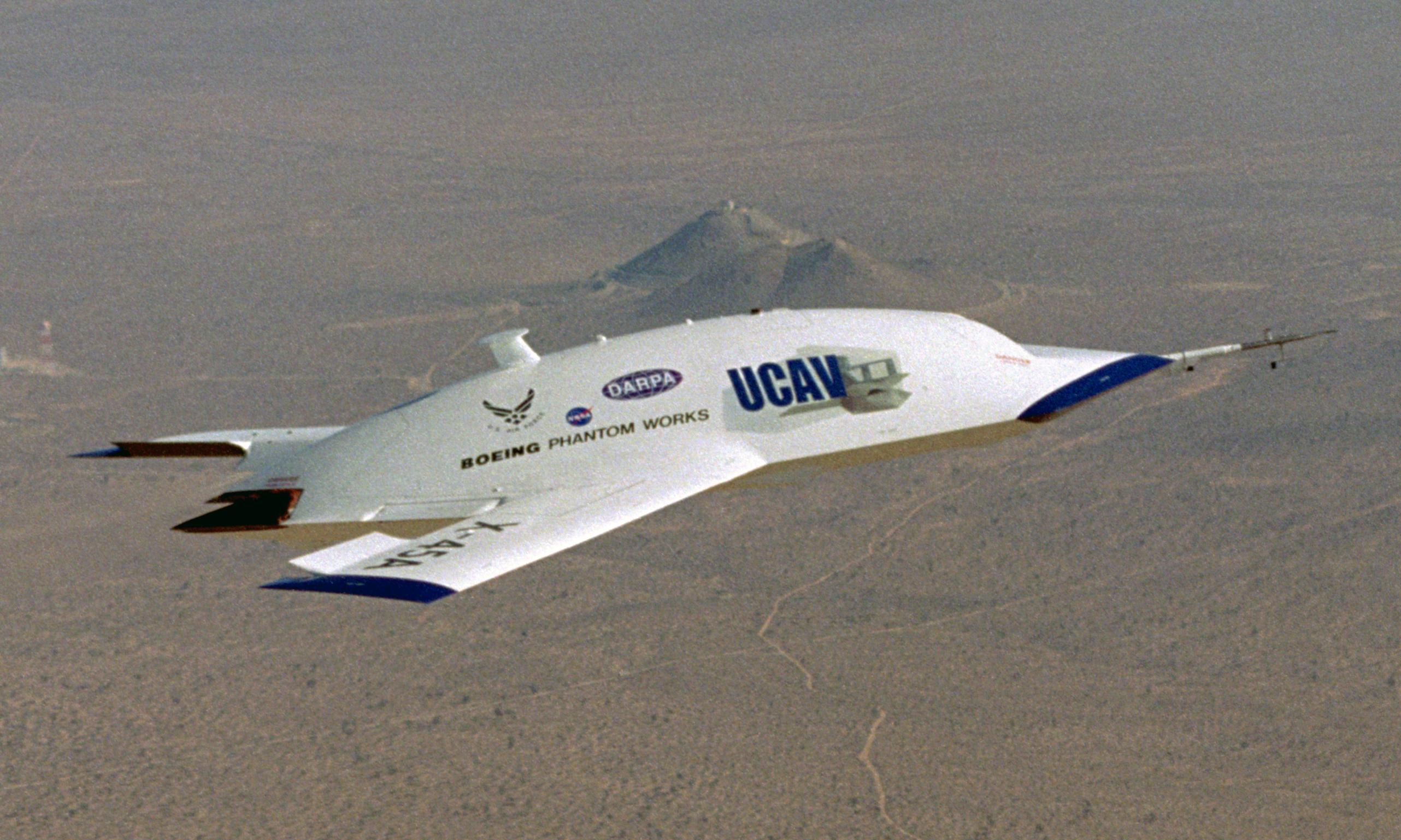
De Boeing X-45A UCAV van Boeing Phantom Works.

Boeing Phantom Works, waarvan het hoofdkantoor in Saint Louis (Missouri) is gevestigd, is een onderdeel van de Boeing-firma met ruim 2500 medewerkers. Het is een onderzoeksafdeling met de opdracht innovaties te ontwikkelen die de prestatie, kwaliteit, en betaalbaarheid van luchtvaartproducten en -diensten verbeteren. Hieronder vallen niet alleen nieuwe technologieën zoals nieuwe avionica en composietmaterialen. Ook werkt Phantom Works aan zaken die de groei van de luchtvaart in het algemeen, en daarmee de verkoop van nieuwe vliegtuigen, beperken. Voorbeelden hiervan zijn nieuwe beveiligingssystemen (in het kader van de Homeland Security Act) en concepten om de congestie van het Air Traffic Management-systeem aan te pakken. Op dit laatste onderwerp werkt Boeing ATM samen met Luchtverkeersleiding Nederland.